# Le Palais idéal
Pour plus de détails, voir Fiche technique et Distribution.
Le Palais idéal est un court-métrage documentaire réalisé par Ado Kyrou, sorti en 1958 d'après un texte de Ferdinand Cheval dit par Gaston Modot.
C'est le premier film consacré à l’œuvre du facteur Cheval

## Fiche technique
- Réalisation : Ado Kyrou, assisté de Jacques Demeure
- Photographie : Jean Gonnet et Pierre Mandrin
- Musique :André Hodeir